# 2e régiment mixte de zouaves et tirailleurs
Pour les articles homonymes, voir 2e régiment.
Le 2e Régiment Mixte de Zouaves et Tirailleurs était un régiment d'infanterie appartenant à l'Armée d'Afrique qui dépendait de l'armée de terre française.

## Création et différentes dénominations
- 20 septembre 1914 : Formation du régiment de marche mixte du Maroc
- 25 décembre 1914 : devient le 2e régiment mixte de zouaves et tirailleurs
- 1er juillet 1918 : prend le nom de 13e Régiment de Marche de Tirailleurs.

## Chefs de corps
- Lieutenant-Colonel Cornu (tué le 29 avril 1915 à la tranchée de Calonne)
- Lieutenant-Colonel Lamiable 15 mai 1915
- Lieutenant-Colonel Marty 6 février 1918
- Lieutenant-Colonel Morin 6 juin 1918

## Historique des garnisons, combats et batailles du330eRIT

### Première Guerre mondiale

#### Affectations
En 1914, il est en réserve de la 6e Armée.

#### 1914
Le régiment est formé le 20 septembre avec des éléments venant du Maroc. Il est composé des 2e bataillon du 4e régiment de Zouaves du 3e bataillon du 3e Tirailleurs pui le 1er bataillon du 9e Tirailleurs et prend le nom de Régiment de marche mixte du Maroc
Il prend le nom de 2e régiment mixte de zouaves et tirailleurs le 25 décembre 1914 à Sète, depuis cette date jusqu'en 1918 les bataillons changeront de nom.

#### 1916
Il est engagé dans la bataille de Verdun du 25 février au 8 mars 1916.
Du 25 avril au 19 mai 1916, il revient à Verdun et tient le secteur du fort de Souville.
Il est engagé à deux reprises sur la Somme.

#### 1917
En 1917, le régiment a participé à la bataille du Mont Cornillet (près de Reims). Le 3e bataillon du 5e R.T.A. est cité à l’ordre de l’armée.

#### 1918
Les 11 et 12 juin 1918, il participe à la bataille du Matz. Une citation à l’ordre de l’armée, cette citation ne sera pas attribuée au 2e R.M.Z.T. mais au 13e R.M.T. pour qui ce sera la quatrième citation à l’ordre de l’armée.
À compter de 1er juillet 1918 le 4e bataillon du 9e Tirailleurs remplace le 2e bataillon du 4e régiment de Zouaves, c'est alors que le régiment devient alors le 13e Régiment de Marche de Tirailleurs.

## Inscriptions portées sur l’étendard  du régiment
Il porte, cousues en lettres d'or dans ses plis, les inscriptions suivantes :
- Le Matz 1918
- Soissonnais 1918
- L'Ailette 1918
- Somme-Py 1918

## Sources et bibliographie
- Anthony Clayton (trad. de l'anglais par Paul Gaujac), Histoire de l'armée française en Afrique : 1830-1962 [« France, soldiers and Africa »], Paris, A. Michel, 1994, 550 p. (ISBN 978-2-226-06790-6, OCLC 30502545)
- Robert Huré, L'Armée d'Afrique: 1830-1962, Charles-Lavauzelle, 1977